# Paracyclops baicalensis
Paracyclops baicalensis is een eenoogkreeftjessoort uit de familie van de Cyclopidae. De wetenschappelijke naam van de soort is voor het eerst geldig gepubliceerd in 1961 door Mazepova.